# Tercera División RFEF 2021-22 (Grupo XIV)
La temporada 2021-22 del Grupo XIV de la Tercera División RFEF de fútbol comenzó el 11 de septiembre de 2021 y finalizó el 1 de mayo de 2022. Posteriormente se disputó la promoción de ascenso entre el 8 y el 15 de mayo en su fase territorial, y el 22 de mayo en su fase nacional. Durante esta campaña es el quinto nivel de las Ligas de fútbol de España para los clubes de Extremadura, por debajo de la Segunda División RFEF y por encima de la Regional Preferente de Extremadura. Se trata de la primera edición bajo esta denominación después de la reestructuración de las categorías no profesionales por parte de la RFEF.

## Sistema de competición
Participan dieciséis clubes en un único grupo. Se enfrentan todos contra todos en dos ocasiones -una en campo propio y otra en campo contrario- durante un total de 30 jornadas. El orden de los encuentros se decide por sorteo antes de empezar la competición. La Federación de Fútbol de Extremadura es la responsable de designar las fechas de los partidos y los árbitros de cada encuentro, reservando al equipo local la potestad de fijar el horario exacto de cada encuentro.
Una vez finalizada la competición, el primer clasificado asciende directamente a Segunda División RFEF y se proclama campeón de Tercera RFEF.
Los clasificados entre el segundo y el quinto lugar disputan un Play Off territorial en formato de eliminatorias a partido único en sede neutral. En caso de empate el vencedor de la eliminatoria es el equipo mejor clasificado. El equipo vencedor de este Play Off se clasifica a la Promoción de ascenso a Segunda División RFEF que tiene carácter de final interterritorial.
Los últimos clasificados, por confirmar el número, descienden directamente a Regional Preferente de Extremadura. Hay que tener en cuenta que existe la obligación federativa de conformar la Tercera RFEF para la temporada siguiente, la 2022-2023, en un máximo de 16 equipos; por lo que el número de descensos en esta temporada será proporcional a las necesidades de la Territorial extremeña para ajustarse a ese número de equipos. 
El sistema de competición y las consecuencias clasificatorias fueron aprobadas por la RFEF.

## Ascensos y descensos
Los equipos que mantuvieron la categoría en la última temporada de Tercera División participan en la primera edición de Tercera División RFEF. Las posiciones de descenso indicadas son las absolutas de grupo, no de subgrupos de permanencia.
| Pos. | Ascendidos a 2.ª División RFEF |
| ---- | ------------------------------ |
| 1.º  | C. P. Cacereño                 |
| 2.º  | U. D. Montijo                  |
| 3.º  | C. D. Coria                    |

| Pos.     | Ascendidos de Regional Preferente |
| -------- | --------------------------------- |
| 1.º GA.º | S. P. Villafranca                 |
| 1.º GB.º | C. D. Badajoz "B"                 |
| 3.º GA.º | C. D. Don Álvaro                  |

| Pos. | Descendidos a Regional Preferente |
| ---- | --------------------------------- |
| 17.º | C. P. Racing Valverdeño           |
| 18.º | C. F. Campanario                  |
| 19.º | U. D. Fuente de Cantos            |
| 20.º | C. P. Chinato                     |
| 21.º | A. D. Lobón                       |
| 22.º | C. P. Valdivia                    |

### Cambios de entrenadores
| Equipo | Entrenador (Jornadas) | Fecha de vacante | Tipo de salida | Posición en la tabla | Entrenador entrante | Fecha de nombramiento |
| ------ | --------------------- | ---------------- | -------------- | -------------------- | ------------------- | --------------------- |

## Participantes

### Información sobre los equipos participantes
| Equipo                | Ciudad                    | Provincia | Estadio                                |
| --------------------- | ------------------------- | --------- | -------------------------------------- |
| E. M. D. Aceuchal     | Aceuchal                  | Badajoz   | Polideportivo Municipal Aceuchal       |
| Arroyo C. P.          | Arroyo de la Luz          | Cáceres   | Municipal de Arroyo de la Luz          |
| C. D. Azuaga          | Azuaga                    | Badajoz   | Municipal de Deportes                  |
| C. D. Badajoz "B"     | Badajoz                   | Badajoz   | El Vivero                              |
| C. D. Calamonte       | Calamonte                 | Badajoz   | Municipal de Calamonte                 |
| C. D. Diocesano       | Cáceres                   | Cáceres   | Campos de la Federación                |
| C. D. Don Álvaro      | Don Álvaro                | Badajoz   | Pedro Manuel Barrero Macias            |
| Extremadura U. D. "B" | Almendralejo              | Badajoz   | Tomás de la Hera                       |
| Jerez C. F.           | Jerez de los Caballeros   | Badajoz   | Manuel Calzado Galván                  |
| A. D. Llerenense      | Llerena                   | Badajoz   | Fernando Robina                        |
| C. D. Miajadas        | Miajadas                  | Cáceres   | Municipal de Miajadas                  |
| Moralo C. P.          | Navalmoral de la Mata     | Cáceres   | Municipal de Navalmoral de la Mata     |
| Olivenza F. C.        | Olivenza                  | Badajoz   | Municipal de Olivenza                  |
| U. P. Plasencia       | Plasencia                 | Cáceres   | Ciudad Deportiva de Plasencia          |
| C. F. Trujillo        | Trujillo                  | Cáceres   | Municipal de Trujillo                  |
| S. P. Villafranca     | Villafranca de los Barros | Badajoz   | Municipal de Villafranca de los Barros |

| Aceuchal Arroyo Azuaga Badajoz "B" Calamonte Diocesano Don Álvaro Extermadura "B" Jerez Llerenense Miajadas Moralo Olivenza Plasencia Trujillo Villafranca |

## Clasificación
| Pos. | Equipo                    | Pts. | PJ | G  | E  | P  | GF | GC | Dif. | Ascenso o descenso                                 |
| ---- | ------------------------- | ---- | -- | -- | -- | -- | -- | -- | ---- | -------------------------------------------------- |
| 1    | C. D. Diocesano (A, C)    | 63   | 30 | 20 | 3  | 7  | 61 | 30 | +31  | Ascenso a Segunda División RFEF y Copa del Rey     |
| 2    | Moralo C. P.              | 52   | 30 | 14 | 10 | 6  | 39 | 19 | +20  | Play-Offs Ascenso a Segunda Federación y Copa RFEF |
| 3    | A. D. Llerenense          | 51   | 30 | 13 | 12 | 5  | 44 | 32 | +12  | Play-Offs Ascenso a Segunda Federación             |
| 4    | Jerez C. F.               | 49   | 30 | 14 | 7  | 9  | 38 | 30 | +8   | Play-Offs Ascenso a Segunda Federación             |
| 5    | Arroyo C. P.              | 48   | 30 | 12 | 12 | 6  | 40 | 30 | +10  | Play-Offs Ascenso a Segunda Federación             |
| 6    | C. F. Trujillo            | 48   | 30 | 12 | 12 | 6  | 40 | 27 | +13  |                                                    |
| 7    | C. D. Azuaga              | 48   | 30 | 12 | 12 | 6  | 41 | 31 | +10  |                                                    |
| 8    | C. D. Calamonte           | 43   | 30 | 11 | 10 | 9  | 35 | 34 | +1   |                                                    |
| 9    | U. P. Plasencia           | 38   | 30 | 10 | 8  | 12 | 24 | 29 | −5   |                                                    |
| 10   | S. P. Villafranca         | 37   | 30 | 9  | 10 | 11 | 27 | 30 | −3   |                                                    |
| 11   | Olivenza F. C.            | 33   | 30 | 7  | 12 | 11 | 31 | 35 | −4   |                                                    |
| 12   | C. D. Don Álvaro          | 31   | 30 | 7  | 10 | 13 | 36 | 44 | −8   |                                                    |
| 13   | C. D. Miajadas            | 29   | 30 | 8  | 5  | 17 | 30 | 48 | −18  |                                                    |
| 14   | E. M. D. Aceuchal (D)     | 29   | 30 | 7  | 8  | 15 | 24 | 42 | −18  | Descenso a Regional Preferente                     |
| 15   | C. D. Badajoz "B" (D)     | 27   | 30 | 6  | 9  | 15 | 24 | 38 | −14  | Descenso a Regional Preferente                     |
| 16   | Extremadura U. D. "B" (D) | 0    | 30 | 6  | 4  | 20 | 18 | 54 | −36  | Retirado                                           |

Actualizado a los partidos jugados el 24 de abril de 2022.
 Fuente: Resultados Fútbol
Notas:
1. ↑  El Extremadura "B" fue expulsado de la competición tras dos incomparecencias en la competición, posteriormente el equipo fue disuelto. Sus partidos serán adjudicados de 0–2 para sus rivales.[4]

## Resultados
| Local \ Visitante     | ACE | ARR | AZU | BAD | CAL | DIO | DON | EXT | JER | LLE | MIA | MOR | OLI | PLA | TRU | VIL |
| --------------------- | --- | --- | --- | --- | --- | --- | --- | --- | --- | --- | --- | --- | --- | --- | --- | --- |
| E. M. D. Aceuchal     | —   | 1–3 | 0–3 | 1–0 | 1–0 | 0–1 | 1–3 | 2–0 | 1–1 | 0–1 | 0–4 | 2–1 | 2–0 | 0–0 | 0–0 | 0–2 |
| Arroyo C. P.          | 2–2 | —   | 2–0 | 2–1 | 0–2 | 2–3 | 1–1 | 2–0 | 1–1 | 2–1 | 2–1 | 1–0 | 1–0 | 0–0 | 2–1 | 3–0 |
| C. D. Azuaga          | 2–1 | 2–2 | —   | 2–0 | 1–1 | 2–1 | 1–0 | 2–4 | 1–1 | 1–1 | 1–1 | 0–0 | 1–0 | 1–1 | 0–1 | 2–0 |
| C. D. Badajoz "B"     | 0–0 | 1–1 | 1–1 | —   | 1–1 | 1–3 | 1–1 | 1–0 | 1–2 | 2–4 | 1–0 | 1–2 | 0–2 | 2–0 | 0–1 | 0–3 |
| C. D. Calamonte       | 2–1 | 2–1 | 2–2 | 1–1 | —   | 1–3 | 1–2 | 1–0 | 1–0 | 2–1 | 2–1 | 0–0 | 0–0 | 2–1 | 2–3 | 2–1 |
| C. D. Diocesano       | 3–0 | 3–3 | 1–2 | 3–2 | 4–1 | —   | 4–0 | 3–0 | 2–0 | 1–1 | 1–0 | 0–3 | 3–1 | 1–0 | 3–1 | 3–1 |
| C. D. Don Álvaro      | 5–1 | 2–3 | 2–3 | 1–3 | 1–1 | 1–2 | —   | 2–0 | 1–1 | 0–0 | 0–1 | 0–0 | 2–2 | 3–0 | 2–1 | 1–0 |
| Extremadura U. D. "B" | 0–2 | 0–2 | 2–1 | 0–2 | 0–0 | 0–4 | 1–1 | —   | 2–1 | 0–3 | 3–1 | 1–2 | 0–2 | 1–0 | 0–5 | 0–0 |
| Jerez C. F.           | 1–0 | 1–0 | 2–1 | 1–0 | 1–1 | 1–0 | 2–0 | 2–0 | —   | 3–0 | 3–0 | 0–1 | 3–0 | 0–2 | 1–0 | 0–0 |
| A. D. Llerenense      | 1–1 | 1–1 | 0–1 | 3–0 | 1–0 | 0–2 | 1–0 | 2–1 | 2–1 | —   | 2–1 | 1–1 | 1–0 | 2–1 | 2–2 | 1–1 |
| C. D. Miajadas        | 1–3 | 1–0 | 2–0 | 1–1 | 0–4 | 0–1 | 1–0 | 2–0 | 3–2 | 2–5 | —   | 2–1 | 0–0 | 0–1 | 2–3 | 1–2 |
| Moralo C. P.          | 1–1 | 0–0 | 1–1 | 0–0 | 2–1 | 3–1 | 2–0 | 2–0 | 4–0 | 0–1 | 3–0 | —   | 2–2 | 2–0 | 1–2 | 2–0 |
| Olivenza F. C.        | 1–1 | 3–1 | 0–1 | 0–1 | 2–1 | 1–0 | 2–2 | 1–1 | 2–3 | 2–2 | 1–1 | 2–0 | —   | 1–2 | 1–1 | 1–0 |
| U. P. Plasencia       | 2–0 | 0–0 | 1–1 | 1–0 | 2–0 | 0–4 | 4–1 | 2–0 | 2–0 | 0–0 | 0–0 | 0–2 | 1–0 | —   | 1–3 | 0–1 |
| C. F. Trujillo        | 1–0 | 0–0 | 0–0 | 1–0 | 0–0 | 2–0 | 1–1 | 1–2 | 1–1 | 3–3 | 4–1 | 0–1 | 1–1 | 0–0 | —   | 1–0 |
| S. P. Villafranca     | 1–0 | 0–0 | 1–5 | 0–0 | 0–1 | 1–1 | 3–1 | 3–0 | 1–3 | 1–1 | 2–0 | 0–0 | 1–1 | 2–0 | 0–0 | —   |

### Máximos goleadores
| Pos. | Jugador        | Equipo           | Goles |
| ---- | -------------- | ---------------- | ----- |
| 1º   | Carlos Cinta   | C. D. Don Álvaro | 16    |
| 2º   | Cristo         | A. D. Llerenense | 13    |
| 3º   | Said Ougri     | Jerez C. F.      | 11    |
| 4º   | Adriá Mercadal | C. D. Diocesano  | 10    |
| 5º   | Mati           | C. D. Miajadas   | 10    |

## Play Off de Ascenso a Segunda División RFEF
En caso de empate a la conclusión de los 90 minutos, de conformidad con la disposición quinta de las presentes bases de competición, se disputará una prórroga de dos partes de 15 minutos cada una y, si prosiguiese el empate al término de la misma, se proclamará vencedor al equipo que hubiese obtenido mejor posición en la fase regular.
Equipos clasificados
| Pos. | Grupo XIV        |
| ---- | ---------------- |
| 2.°  | Moralo C. P.     |
| 3.°  | A. D. Llerenense |
| 4.°  | Jerez C. F.      |
| 5.°  | Arroyo C. P.     |

|  | Semifinales                           | Semifinales                           |                  |              | Final             | Final             |  |
|  | 30 de abril de 2022 1 de mayo de 2022 | 30 de abril de 2022 1 de mayo de 2022 |                  |              | 8 de mayo de 2022 | 8 de mayo de 2022 |  |
|  |                                       |                                       |                  |              |                   |                   |  |
|  |                                       |                                       |                  |              |                   |                   |  |
|  | Moralo C. P.                          | 3                                     |                  |              |                   |                   |  |
|  | Moralo C. P.                          | 3                                     |                  |              |                   |                   |  |
|  | Arroyo C. P.                          | 0                                     |                  |              |                   |                   |  |
|  | Arroyo C. P.                          | 0                                     |                  | Moralo C. P. | 0                 |                   |  |
|  |                                       |                                       |                  | Moralo C. P. | 0                 |                   |  |
|  |                                       |                                       | A. D. Llerenense | 1            |                   |                   |  |
|  | A. D. Llerenense (t. s.)              | 1                                     | A. D. Llerenense | 1            |                   |                   |  |
|  | A. D. Llerenense (t. s.)              | 1                                     |                  |              |                   |                   |  |
|  | Jerez C. F.                           | 1                                     |                  |              |                   |                   |  |
|  | Jerez C. F.                           | 1                                     |                  |              |                   |                   |  |
|  |                                       |                                       |                  |              |                   |                   |  |

## Clasificado a la Copa del Rey
| Bandera de Extremadura |
| C. D. Diocesano        |
| 1º Grupo               |

Nota: Hay posibilidad de que el subcampeón u otro clasificado posterior se clasifique a la Copa del Rey siempre que no sea un equipo filial.